# Религия в Косове
Религия в Косове отделена от государства. Конституция провозглашает Косово светским государством, нейтральным в вопросах религиозных убеждений, где все равны перед законом и где гарантируется свобода убеждений и религии.

## Статистика
| Религия                                 | Население              | %                     |
| --------------------------------------- | ---------------------- | --------------------- |
| Ислам (в основном суннитского толка)    | 1,663,412              | 95,6 %                |
| христианство - католицизм - православие | 64 275 - 38438 - 25837 | 3,7 % - 2,2 % - 1,5 % |
| другие религии                          | 1,188                  | 0,07 %                |
| нет религии                             | 1,242                  | 0,07 %                |
| нет данных                              | 9 708                  | 0,56 %                |
| Всего                                   | 1,739,825              | 100 %                 |

Согласно отчету Государственного департамента США о международной религиозной свободе за 2007 год, «последняя достоверная перепись была проведена в 1980-х годах», и необходимо было оценить религиозную демографию. В отчете установлено, что ислам был преобладающей религией в Косове, «исповедуемой большинством этнического албанского населения, боснийской, горанской и турецкой общин, а также некоторыми представителями цыганской / ашкалийской / египетской общины». Около 100 000—120 000 человек были сербами, в основном православными. Примерно 3,4 % этнических албанцев были католиками, в то время как протестанты составляли менее 1 %. Было только две известные семьи еврейского происхождения и нет надежных данных для атеистов. Также вероятно, что в Косове есть православные албанцы. Однако при нынешней напряженности между косоварами и сербами они могут чувствовать, что не хотят идентифицировать себя как православные, поскольку их могут считать «сербами» из-за их православного статуса. Поэтому они не представлены в переписи. Более того, в отчете утверждалось, что религия «не является существенным фактором в общественной жизни». Религиозная риторика в основном отсутствовала в публичных выступлениях мусульманских общин, посещаемость мечетей была низкой, а публичные демонстрации консервативной исламской одежды и культуры были минимальными".

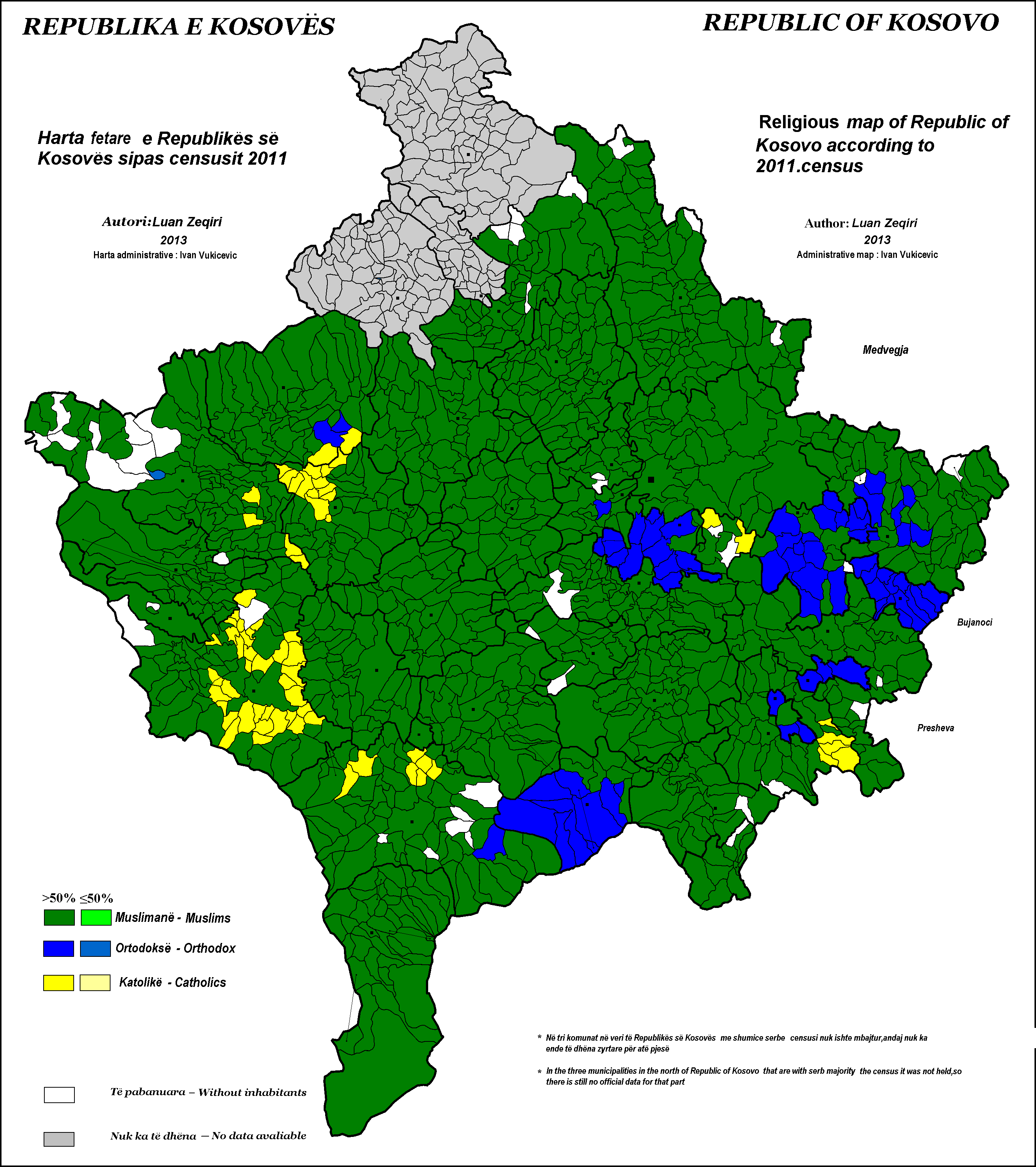
Религиозная карта Косова 2011 года

Согласно исследованию Пью 2015 года, в 2010 году в Косове было 93,8 % мусульман и 6,1 % христиан; всех представителей других религиозных групп и неверующих было менее 1 %.
Согласно Европейскому социальному исследованию в 2012 году, население Косово составляло 88,0 % мусульман, 5,8 % католиков, 2,9 % православных и 2,9 % неверующих.
Перепись населения Косово 2011 года в значительной степени бойкотировалась косовскими сербами (которые в основном идентифицируют себя как сербские православные христиане), особенно в Северном Косове. В результате этого сербское население не учтено в переписи. Другие религиозные общины, включая тарикатов и протестантов, также оспаривают данные переписи. Протестантские лидеры и те, кто не имеет религиозной принадлежности, заявляют, что некоторые члены их общин ошибочно классифицируются переписчиками как мусульмане.
Сербское население в основном исповедует православие и сосредоточено в Северном Косове, хотя несколько анклавов существуют и в других местах страны. Католические группы албанцев в основном сосредоточены в Джяковице, Призрене, Клине и в деревнях в окрестностях Печа и Витине. Католики обычно называют себя Янжевци или косовскими хорватами. Славяноязычные мусульмане на юге Косова известны как горанцы.

## История

### Ислам

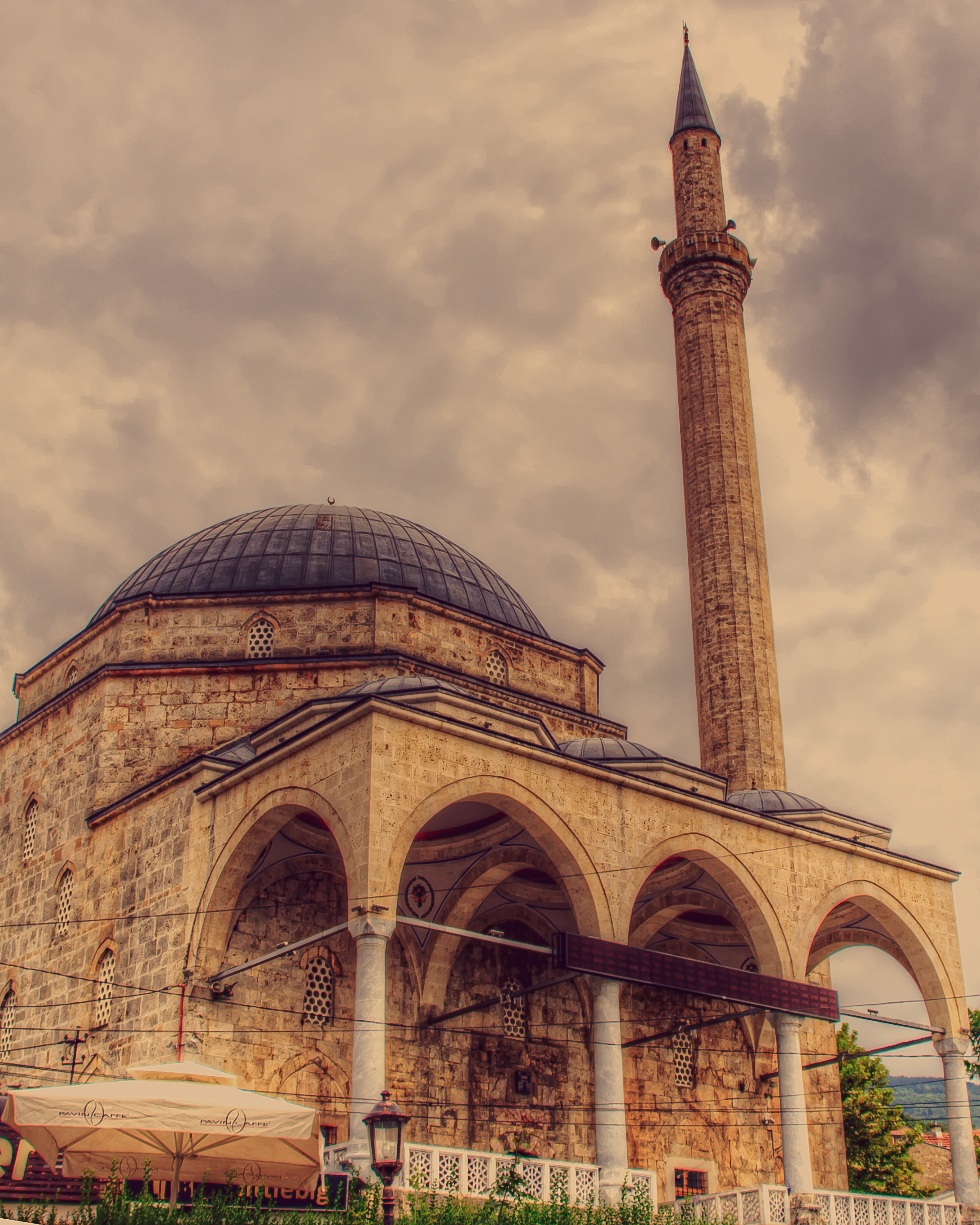
Мечеть Синан-паши в Призрене была построена в 1615 году

После победы в Косовской битве 1389 года Османская империя установила исламское правление в регионе. При этом принимать ислам не было обязательным, но продолжение исповедания своей религии имело ряд финансовых, социальных и политических ограничений. До XVI века степень исламизации в Косове была минимальной и в основном ограничивалась городскими центрами. Темпы обращения в ислам значительно увеличились только во второй половине шестнадцатого века, возможно, потому, что обращенные таким образом освобождались от джизьи — налога, взимаемого только с немусульман. К 1634 году большинство косовских албанцев обратилось в ислам, но некоторые остались католиками. Помимо этнических албанцев и правящих турок, поселившихся в Косове, цыгане и некоторая часть славяноязычного населения (позже названного босняками и горанцами, чтобы отличить их от православных сербов) также стали мусульманами. Большинство обратившихся стали суннитами, хотя появилось и незначительное меньшинство мусульман-шиитов в сельской местности. К концу 17 века исламское население стало превосходить христиан по численности.

### Христианство

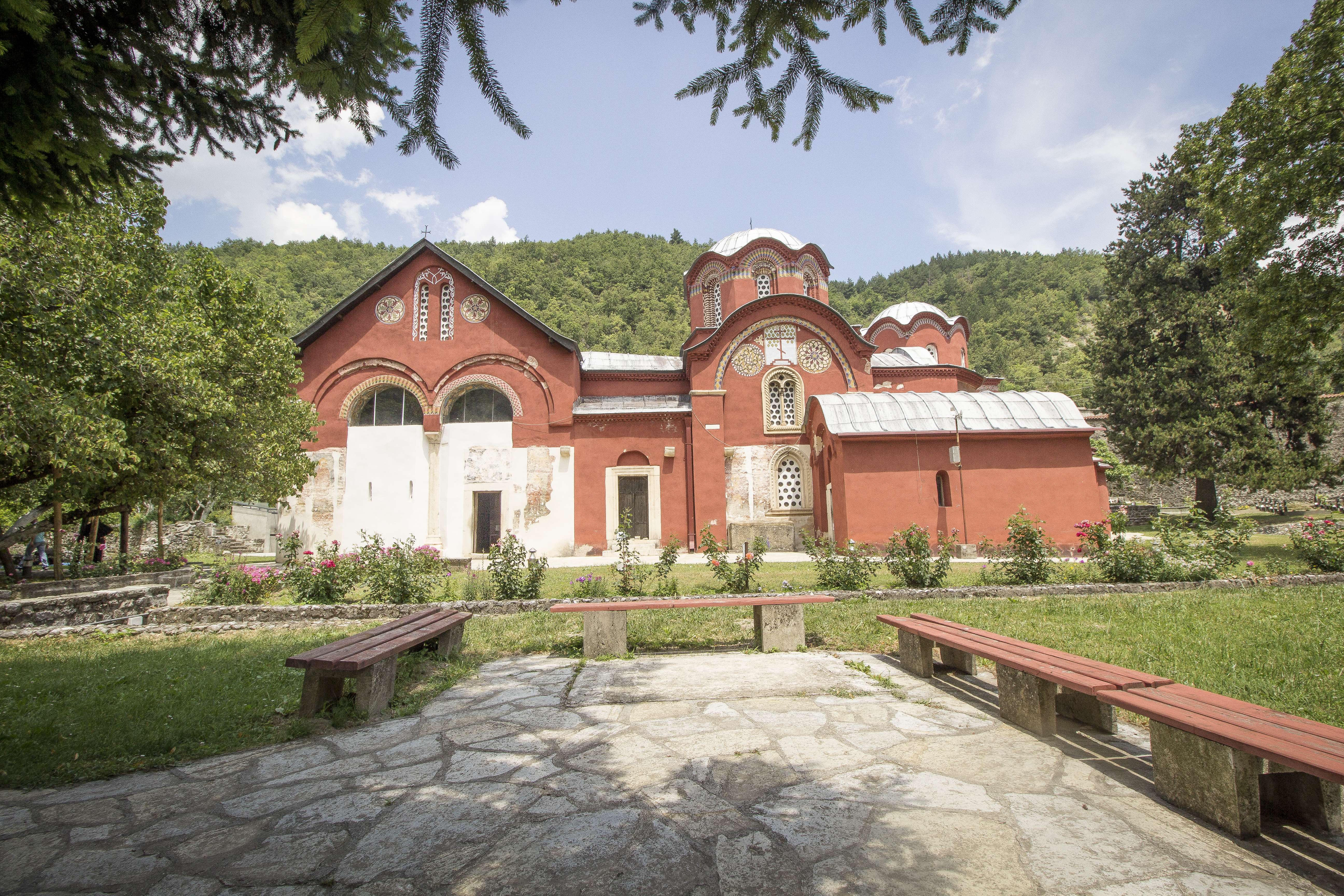
Печская Патриархия стала кафедральной церковью Сербской Православной Церкви в 1252 году

Христианство, вероятно, пришло в Косове в V веке, когда Римская империя постепенно разделилась на греческий Восток и латинский Запад. Косово стало частью бывшей Византийской империи, и, таким образом, попало в сферу Восточной православной церкви, базирующейся в Константинополе. В средние века, когда византийское правление в Косове уступило место Сербской империи в начале 13 века, там проживало сербоязычное православное большинство, но также и католическое меньшинство, состоящее из класса итало-далматинских купцов из Рагузы, иммигрантов из Венгрии и Трансильвании и, вероятно, всего коренного албанского населения.

#### Сербское православие
Присутствие сербских православных епископов в Липляне и Призрене впервые было зарегистрировано в X веке. В 1219 году Сербская православная церковь отделилась от Греческой православной церкви, и греческие епископы были изгнаны из Косово. Престол Сербской Православной Церкви был перенесен из Жича на территории современной Сербии в Печ на территории современного Косово в 1252 году, что сделало его религиозным и культурным центром сербского православия. В 1346 году архиепископ Печского патриархата принял титул патриарха.

#### Католицизм

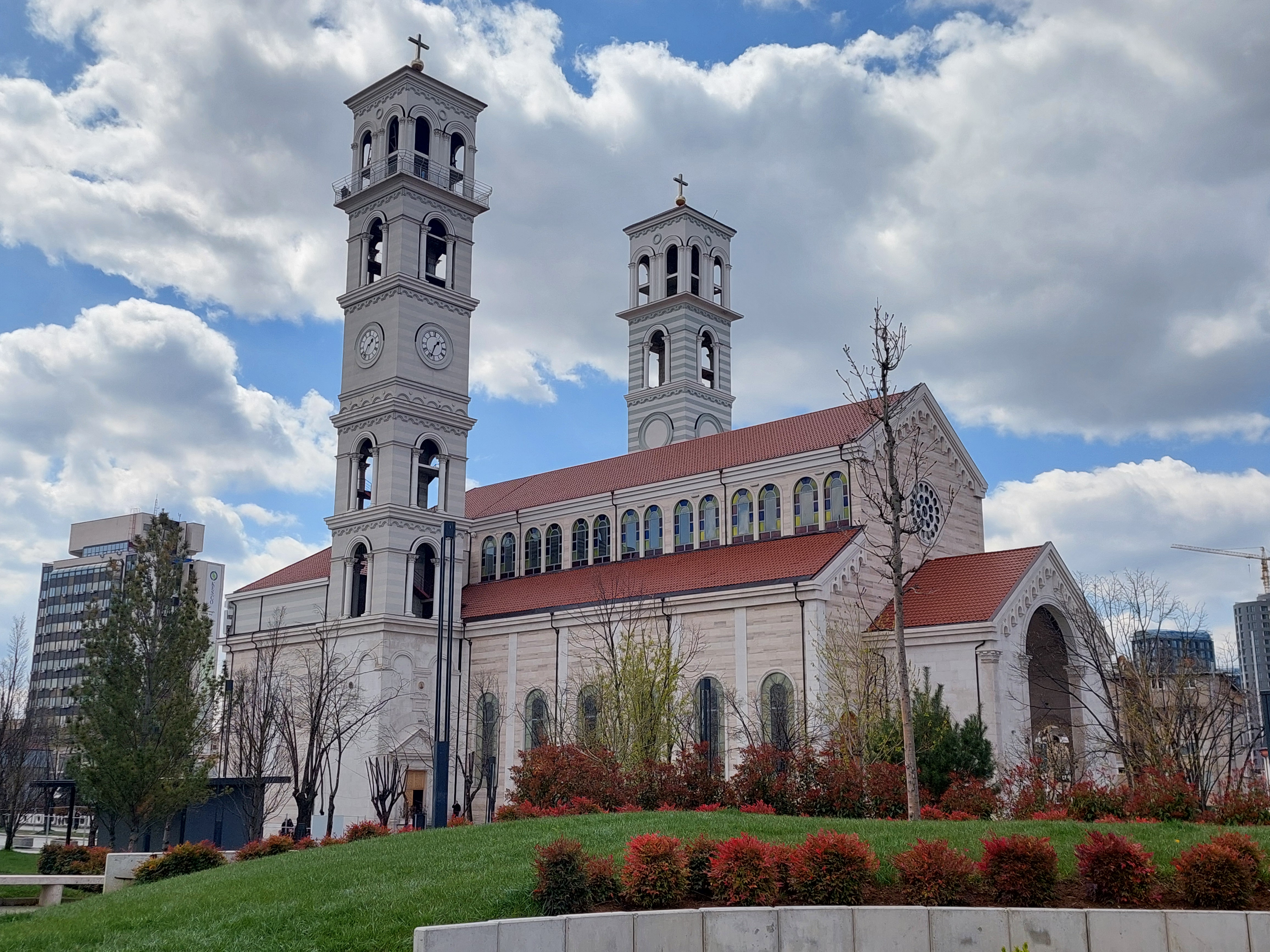
Собор Святой Матери Терезы, главная римско-католическая церковь Косова

Косово было завоевано Османской империей вместе с другими оплотами Сербской империи после битвы за Косово 1389 года. Хотя османы не принуждали католиков и православных христиан к обращению в ислам, было сильное социальное давление (например, отказ от выплаты джизьи), а также существовала политическая целесообразность. В результате этнические албанцы в большинстве перешли в ислам, тогда как сербы, греки и другие жители региона не спешили изменять вероисповеданию. Многие албанцы-католики обратились в ислам в 17-18 веках, несмотря на попытки католического духовенства остановить их. Во время Concilium Albanicum, встречи албанских епископов в 1703 году, было провозглашено строгое осуждение обращения — особенно по материальным причинам, таким как уклонение от джизьи. В то время как многие из этих новообращенных в определенной степени оставались подпольными католиками, часто им помогали низшие клерикалы, так как католическое духовенство приказывало им отказывать в таинствах за ересь. Община Летница попыталась вернуться к католицизму в 1837 году, но последовало жестокое подавление, а зачинщики оказались в тюрьме. После того, как Османская империя отменила смертную казнь за отступничество от ислама Указом о терпимости 1844 года, несколько групп криптокатоликов в Призрене, Пече и Джяковице были признаны католиками османским великим визирем в 1845 году. Члены Летницы в Гнилане попросили признать их католиками, однако им было отказано, и впоследствии они были заключены в тюрьму, а затем депортированы, но вернулись в ноябре 1848 года после дипломатического вмешательства. В 1856 году дальнейшая реформа Танзимата улучшила ситуацию, и о дальнейших серьезных злоупотреблениях не сообщалось.